# Муллажонов, Шавкатжон
Шавкатжон Муллажонов (узб. Shavkat Mullajonov; род. 19 января 1986 года; Зарафшан, Узбекская ССР, СССР) — узбекский футболист. защитник клуба «Алмалык».

## Карьера
Шавкатжон Муллажонов начал свою профессиональную карьеру в 2004 году в составе клуба своего родного города — « Кызылкум». В составе «золотоискателей» Муллажонов играл до 2008 года. Летом 2008 года перешёл в «Алмалык».
В 2009 году на него обратили внимание тренеры ташкентского «Пахтакора» и в 2009 году перешёл в «Пахтакор». В «Пахтакоре» Муллажонов не смог занять прочное место в стартовом составе и в 2010 году вернулся в свой родной клуб «Кызылкум». Играв в составе «Кызылкума» всего один матч, он опять перешёл в «Алмалык». В том сезоне он провел в составе «Алмалыка» 25 игр.
В 2011 году Муллажонов играл в составе национальной сборной Узбекистана в Кубке Азии 2011 года который проходил в Катаре. После Кубка Азии на него обратил внимание местный клуб «Аль-Ахли» он перешёл в катарский клуб. В составе «Аль-Ахли» Шавкатжон Муллажонов стал настоящим лидером команды и занял прочное место в стартовом составе. За полтора сезона проведенных в составе «Аль-Ахли», он играл в тридцати матчах.
В начале 2012 года, к Шавкатжону Муллажонову проявил интерес саудовский клуб «Аль-Наср» из Эр-Рияда и вскоре он перешёл в «Аль-Наср». В общей сложности в «Аль-Насре» он провел двенадцать матчей. В середине 2013 года он переехал в Китай и подписал контракт с «Ляонин Хувин». В составе китайской команды, Муллажонов играл один сезон и провел двадцать матчей.
В 2014 году он вернулся в Узбекистан присоединился к «Алмалыку» и провел пол сезона. Позднее он перешёл в состав ташкентского «Локомотива» и играет там до сегодняшнего времени.

### Международная карьера
Дебютировал в сборной Узбекистана 11 августа 2010 года в матче с Албанией.
Принимал участие в финальных турнирах Кубка Азии в 2011 году (3 игры, полуфиналист) и 2015 году (4 игры).

## Достижения

#### В составе «Аль-Насра»
- Обладатель Кубка Принца: 2012

#### В составе «Локомотив Ташкента»
- Вице-чемпион Узбекистана: 2014
- Обладатель Кубка Узбекистана: 2014